# Service de sécurité et de renseignement
Le Service de sécurité et de renseignement (tchèque : Bezpečnostní informační služba, BIS) est le principal service de renseignement intérieur tchèque.

## Histoire et organisation

### Création
Le BIS a été créé en 1994 par la loi no 154/1994, après la chute du communisme, et fait suite à divers successeurs du StB, lequel servait principalement de courroie de transmission au KGB soviétique.

### Activités
Ses activités sont les suivantes :
- recueil et analyse d’informations politiques et économiques concernant la sécurité du pays ;
- contre-espionnage ;
- lutte contre le terrorisme international ;
- lutte contre la délinquance financière (blanchiment d’argent).

### Organisation
Son directeur est Michal Koudelka, qui a succédé en 2016 à Jiří Lang.
En 2019, son budget s’élevait à 2,029 milliards de couronnes tchèques
Son siège se trouve à Stodůlky, près de Prague.